# Просфора
Просфора́ (разг. просвира́, про́скора, просвора́, проскура́, просквира́, от др.-греч. προσφορά — «предложение») — богослужебный литургический хлеб, употребляемый в православии для таинства Евхаристии и для поминания во время Проскомидии живых и мёртвых.
Своим происхождением просфора уходит в глубокую древность. В Ветхом Завете упоминается заповедь о принесении хлеба в жертву: «пусть он приносит в приношение своё квасный хлеб, при мирной жертве благодарной» (Лев. 7:13). В скинии Моисея находились хлеба предложения (пресные), состоящие из двух частей, что символизировало хлеб земной и небесный, то есть 2 начала — Божественное и человеческое.

## Приготовление
Готовится из квасного (приготовленного с использованием различных заквасок, например, хмеля или изюма, или дрожжей) теста, состоящего из пшеничной муки, кипятка и соли. На просфоре помещаются изображения креста с символичной аббревиатурой греч. ΙΣ ΧΣ ΝΙΚΑ («Иисус Христос побеждает»):
| ΙС | ХС |
| НИ | КА |

По перекрестию изображений этих букв архиерей (чаще — священник) на Литургии с особыми молитвами преломляет Евхаристический Агнец, вырезанный, обычно, из самой большой просфоры. На других просфорах бывает нанесена аббревиатура или образ Богородицы, или какого-либо святого. Для нанесения изображения применяются специальные резные печати. Просфоры делаются двухсоставными (из двух половинок) в ознаменование двух природ Иисуса Христа — Божественной и человеческой. Противень, на котором пекут просфоры, смазывают не маслом, чтоб не подгорали, а только натуральным воском.

## Богослужебное употребление
После церковной реформы патриарха Никона для Проскомидии стали использовать 5 просфор (до реформы, согласно большинству дорефоменных Служебников, Литургию служили на семи просфорах, хотя были и иные варианты) в воспоминание евангельского чуда о насыщении Христом пятью хлебами пяти тысяч человек (Ин. 6:1—15). В греческих православных церквях часто вместо пяти отдельных просфор употребляется 1 большая просфора с пятисоставной печатью.
Для Проскомидии просфора полностью не используется, из неё копием изымаются частицы. Одна из просфор используется для приготовления Агнца, которым на Литургии причащаются верующие. Из остальных четырёх просфор священник изымает частицы в память Богородицы, святых, в числе которых и составители Литургии, а также в память живых и умерших членов Церкви.
После литургии все использованные просфоры с особой молитвой и благоговением съедаются верующими. Остатки просфор допускается уносить домой, чтобы также с молитвой и благоговением их съесть натощак в тот день, когда христианин не может посетить храм. Остатки просфор, как и любую другую святыню, недопустимо и кощунственно выбрасывать или скармливать животным. Если просфора уже испортилась, и её уже нельзя съесть, то лучше такую принести обратно в храм, где церковнослужитель примет её и предаст огню, а оставшийся после сожжения пепел захоронит в непопираемом месте, или погрузит в проточную воду чистой реки.